# Ban Koutsane
Ban Koutsane – wieś położona w południowo-wschodnim Laosie, w prowincji Attapu, w dystrykcie Sanamxay.